# 2007年全米オープン (テニス)
2007年 全米オープン（2007ねんぜんべいオープン、US Open 2007）は、アメリカ・ニューヨークにある「USTA ビリー・ジーン・キング・ナショナル・テニスセンター」にて、2007年8月27日から9月9日にかけて開催された。

## シニア

### 男子シングルス
ロジャー・フェデラー def.  ノバク・ジョコビッチ, 7–6(4), 7–6(2), 6–4
- フェデラーは全米オープン4連覇、2004年/2006年に続き4大大会3冠達成。

### 女子シングルス
ジュスティーヌ・エナン def.  スベトラーナ・クズネツォワ, 6–1, 6–3
- エナンは4年ぶり2度目の優勝である。

### 男子ダブルス
シーモン・アスペリン /  ユリアン・ノール def.  ルーカス・ドロウヒー /  パベル・ビズネル, 7–5, 6–4

### 女子ダブルス
ナタリー・ドシー /  ディナラ・サフィナ def.  詹詠然 /  荘佳容, 6–4, 6–2

### 混合ダブルス
ビクトリア・アザレンカ /  マックス・ミルヌイ def.  メガン・ショーネシー /  リーンダー・パエス, 6–4, 7–6(6)

## ジュニア

### 男子シングルス
リカルド・ベランキス def.  Jerzy Janowicz, 6–3, 6–4

### 女子シングルス
クリスティナ・クコバ def.  ウルシュラ・ラドワンスカ, 6–3, 1–6, 7–6(4)

### 男子ダブルス
ジョナサン・エイセリック /  Jérôme Inzerillo def.  グリゴール・ディミトロフ /  バセック・ポスピショル, 6–2, 6–4

### 女子ダブルス
クセーニャ・ミレフスカヤ /  ウルシュラ・ラドワンスカ def.  オクサナ・カラシニコワ /  クセーニャ・リキナ, 6–1, 6–2